# Populus suaveolens
Populus suaveolens is een populier uit de sectie Tacamahaca. De soort komt van nature voor in noord-oost Azië: China, Siberië, Korea en Mongolië. Aan dit laatste gebied dankt de soort ook haar Engelse naam Mongolian poplar. In Nederland is de soort zeer zeldzaam en komt slecht sporadisch (adventief) in aangeplante vorm voor.

## Beschrijving

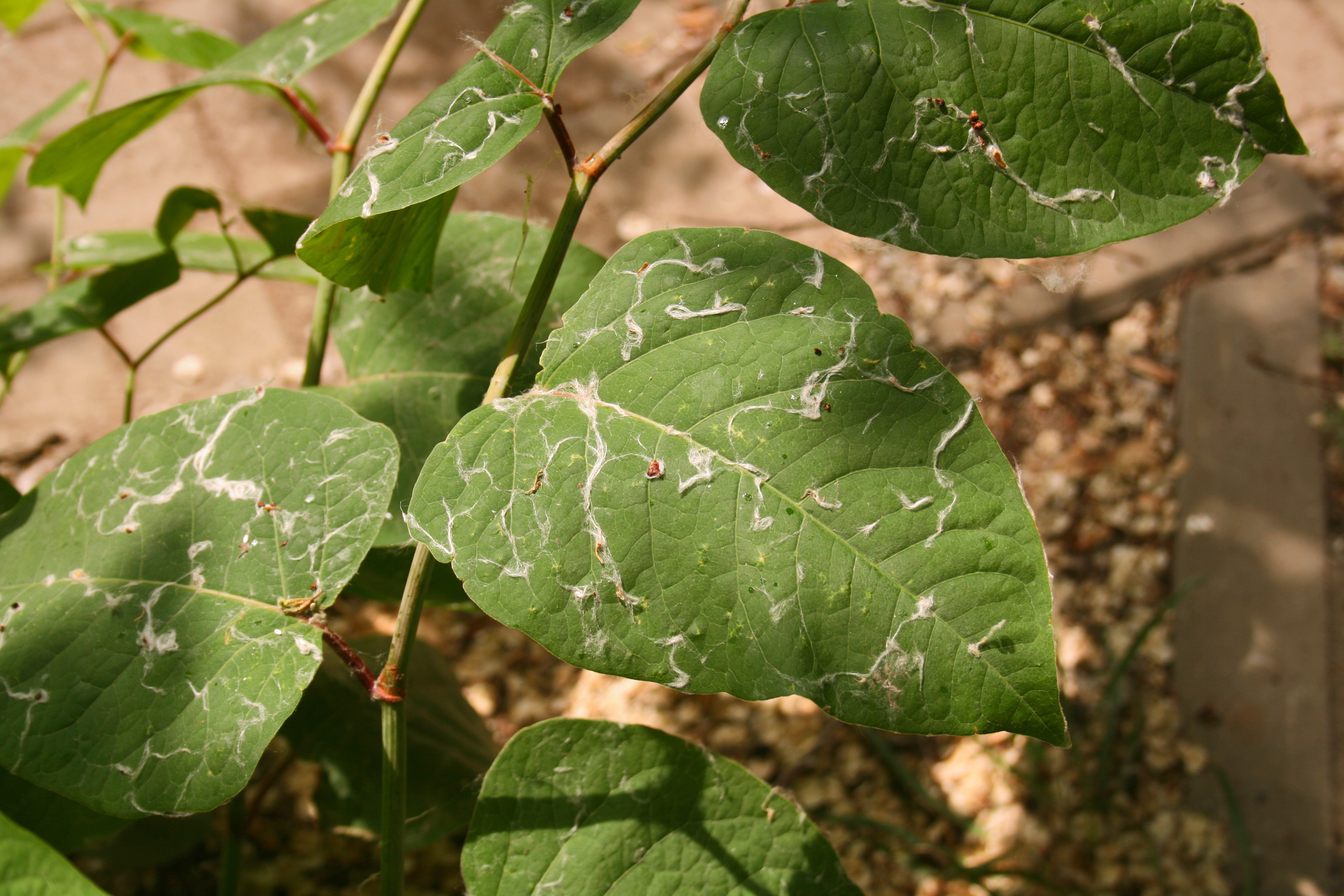
blad

P. suaveolens is een loofboom die een hoogte kan bereiken van 30 m. De boomkroon is langwerpig van vorm. De schors van jonge bomen is grijsachtig groen en glad. Bij oudere bomen wordt deze grauw grijs en gegroefd. Het hout van deze boom wordt gebruikt voor timmerhout en voor houtpulp.
De knoppen zijn bruin en langwerpig en scheiden een stroperige substantie af. De bladeren zijn elliptisch / langwerpig van vorm. In het voorjaar vormt de boom katjes. De boom is tweehuizig, wat betekent dat de ene boom mannelijke en de andere boom vrouwelijke katjes vormt. Het mannelijke katje is 4-5 cm groot, het vrouwelijke ca. 6-8 cm. Na bevruchting worden doosvruchten gevormd.

## Ecologie
De bomen geven de voorkeur aan een zonnige locatie op vochtige tot natte grond. Het substraat moet leemachtig, zandig-leemachtig, korrelig-leemachtig, klei, zandige klei of leemachtige kleigrond zijn. Ze verdragen temperaturen tot -40 °C.

## Verwante soorten

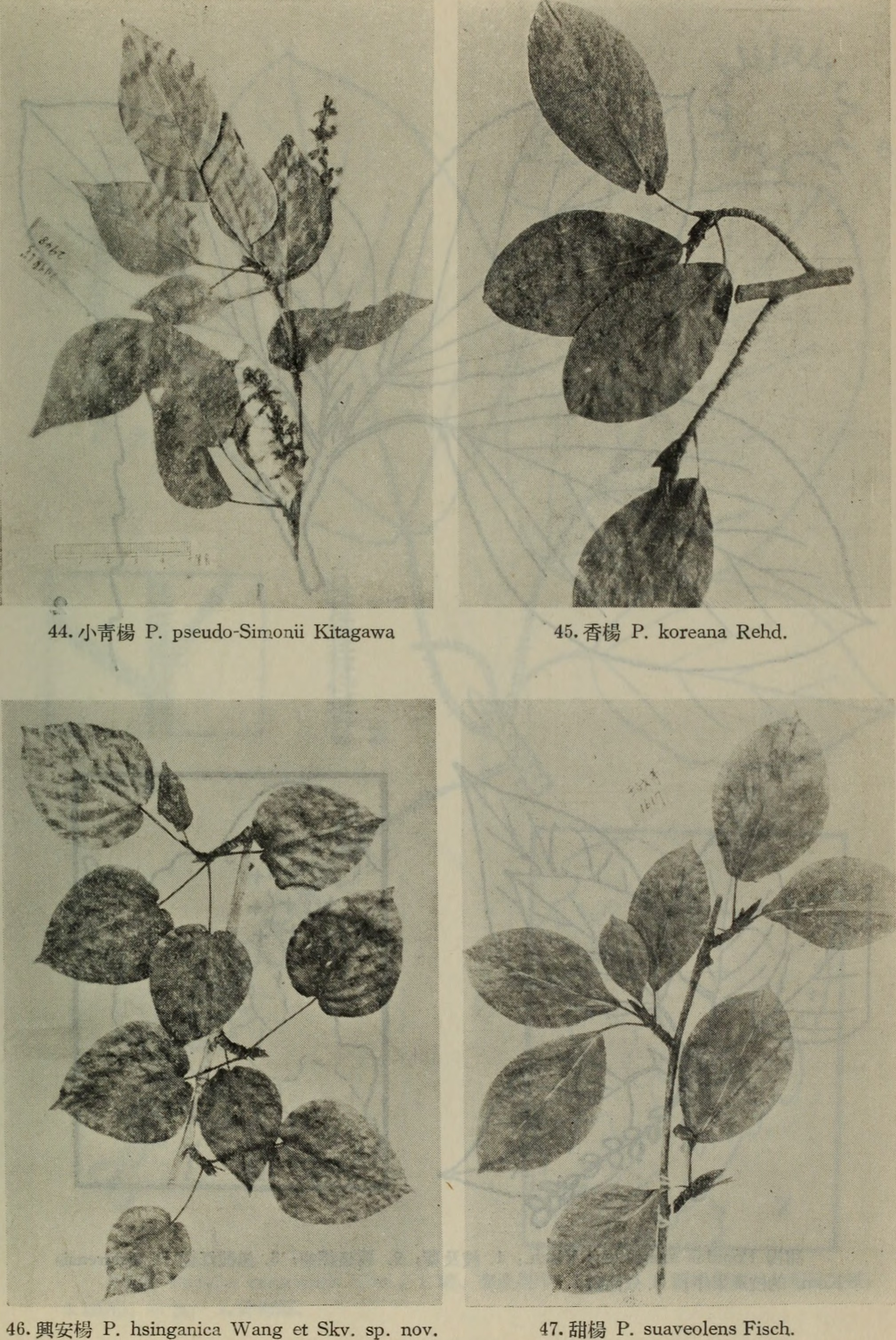
v.l.n.r. bladeren van P. pseudo-Simonii, P. koreana, P.hsinganica en P. suaveolens

P suaveolens is nauw verwant met de eveneens in oost Azië voorkomende P. koreana, P. cathayana en P. maximowiczii. Oorspronkelijk beschreef Fisher in 1841 alle vier als een soort onder de naam P. suaveolens. In 1913 erkende Henry P. maximowiczii als een aparte soort. In 1922 splitste Rehder ook P. koreana af hoewel hij aanvankelijk overwoog om P. koreana als variëteit van P. maximowiczii te beschouwen.
... ·  
P. ×acuminata · 
P. adenopoda · 
P. afghanica · 
P. alba (Witte abeel) · 
P. angustifolia (Smalbladige populier) · 
P. balsamifera (Ontariopopulier) · 
P. ×berolinensis (Siberische balsempopulier) · 
P. ×canadensis (Canadapopulier) · 
P. candicans · 
P. ×canescens (Grauwe abeel) · 
P. cathayana · 
P. davidiana · 
P. deltoides (Amerikaanse populier) · 
P. euphratica · 
P. fremontii · 
P.  grandidentata (Grofgetande populier) · 
P. guzmanantlensis ·  
P. heterophylla (Hartbladige populier) · 
P. ilicifolia · 
P. ×interamericana (Zwarte balsemhybride) · 
P. ×jackii · 
P. koreana · 
P.  lasiocarpa (Ruwe populier) · 
P. laurifolia (Laurierpopulier) · 
P. maximowiczii (Koreaanse balsempopulier) · 
P. mexicana · 
P. nigra (Zwarte populier) · 
P. nigra var. italica (Italiaanse populier) · 
P. rotundifolia · 
P. sieboldii · 
P. simonii (Chinese balsempopulier) · 
P. suaveolens · 
P. szechuanica · 
P. ×tomentosa ·  
P. tremula (Ratelpopulier) · 
P. tremuloides (Amerikaanse ratelpopulier) · 
P. trichocarpa (Zwarte balsempopulier) · 
P. tristis · 
P. wilsonii (Wilsonpopulier) · 
P. yunnanensis · 
...